# Alejandro Rodríguez Baena
Alejandro Rodríguez Baena (Ciudad de Panamá, Panamá; 12 de enero de 2001) es un futbolista panameño nacionalizado colombiano. Juega como arquero en el Deportivo Cali de la Categoría Primera A de Colombia.

## Selección nacional

### Categorías Inferiores
Hizo parte de la nómina con la selección de fútbol sub-17 de Colombia. A inicios del mes de enero del 2024 es convocado junto a su compatriota Juan Castilla del mismo club ala selección de fútbol sub-23 de Colombia para el microciclo de preparación previo al Torneo Preolímpico Sudamericano Sub-23 del 2024

### Categoría Absoluta
Fue convocado por Néstor Lorenzo finalizando noviembre del 2023 para integrar la nómina  para la disputa de dos partidos amistosos en diciembre de ese mismo año en Estados Unidos

## Clubes
| Club           | País      | Año           |
| -------------- | --------- | ------------- |
| Deportivo Cali | Colombia  | 2016-2018     |
| River Plate    | Argentina | 2019-2020     |
| Deportivo Cali | Colombia  | 2020-2021     |
| Real Cartagena | Colombia  | 2022          |
| Orsomarso SC   | Colombia  | 2022-2023     |
| Deportivo Cali | Colombia  | 2023-presente |

## Palmarés

### Títulos nacionales
| Título              | Club           | País     | Año     |
| ------------------- | -------------- | -------- | ------- |
| Categoría Primera A | Deportivo Cali | Colombia | 2021-II |